# Maria Braimoh
Hajara Maria Braimoh (* 19. Januar 1990) ist eine nigerianische Badmintonspielerin. 

## Karriere
Maria Braimoh gewann 2010 bei der Afrikameisterschaft Silber und Bronze, 2011 erneut Silber. Bei den Panafrikanischen Spielen 2011 erkämpfte sie sich Teamgold und Einzelsilber.

## Sportliche Erfolge
| Saison | Veranstaltung       | Disziplin   | Platz | Name                       |
| ------ | ------------------- | ----------- | ----- | -------------------------- |
| 2010   | Afrikameisterschaft | Damendoppel | 2     | Susan Ideh / Maria Braimoh |
| 2010   | Afrikameisterschaft | Dameneinzel | 3     | Maria Braimoh              |
| 2010   | Kenya International | Damendoppel | 2     | Susan Ideh / Maria Braimoh |
| 2011   | Afrikameisterschaft | Damendoppel | 2     | Susan Ideh / Maria Braimoh |
| 2011   | Afrikameisterschaft | Team        | 2     | Nigeria                    |
| 2011   | Afrikaspiele        | Dameneinzel | 3     | Maria Braimoh              |